# Махмутов, Закий Гизатович
Закий Гизатович Махмутов (баш. Зәки Ғиззәт улы Мәхмүтов; 25 января 1934, Утяково, Башкирская АССР — 17 февраля 2008, Уфа) — башкирский певец (бас). Заслуженный артист РСФСР (1982), народный (1976) и заслуженный (1971) артист Башкирской АССР. Лауреат премии им. М. Гафури (2007).

## Биография
Махмутов Закий Гизатович родился 25 января 1934 года в деревне Утяково Красноусольского района Башкирской АССР (ныне — Гафурийский район Республики Башкортостан).
С 1954 года пел в хоре Башкирского театра оперы и балета, позднее поступил на вокальное отделение Уфимского училища искусств, которое окончил в 1960 году по классу Т. И. Жоголевой.
С 1963 года — солист Башкирского государственного театра оперы и балета. В 1958—1963 и с 1976 года работал в Башкирской государственной филармонии.
В 1970 году окончил Музыкально-педагогический институт имени Гнесиных (по классу Г. А. Мальцевой).
В 1998—2007 годы преподавал в Уфимском государственном институте искусств.

## Творческая деятельность
Исполнял башкирские народные песни «Аслаев», «Азамат», «Акхак-кола», «Гайса-ахун», «Кахым-туря», «Кунгыр-буга», «Мадинакай», «Салимакай», «Уйыл» и другие, а также впервые исполнил некоторые романсы и песни Х. Ф. Ахметова, З. Г. Исмагилова, Р. В. Сальманова, Р. М. Хасанова.

## Награды
- Заслуженный артист Башкирской АССР (1971)
- Народный артист Башкирской АССР (1976)
- Заслуженный артист РСФСР (1982)
- Лауреат премии им. М. Гафури (2007).

## Память
В 2003 году в Гафурийском районе Башкортостана был учреждён конкурс исполнителей башкирских песен на приз имени З. Махмутова.